# Dorothée Munyaneza
Dorothée Munyaneza (1982) is een Brits-Rwandese zangeres, actrice, danseres en choreograaf. Haar performances Samedi Détente (2014) en Unwanted (2017) gaan beide over de genocide tegen de Tutsi's in Rwanda. 

## Biografie
Munyaneza werd geboren in Kigali, de hoofdstad van Rwanda. Haar vader is een protestantse predikant en haar moeder is journalist en tolk voor niet-gouvernementele organisaties. Als op 6 april 1994 het vliegtuig van president Juvénal Habyarimana wordt neergeschoten, volgt de genocide op de Tutsi's. In de zomer van 1994, na de genocide op de Tutsi in Rwanda in 1994, op 12-jarige leeftijd, vestigt Munyaneza en haar familie zich in Londen, waar haar moeder voor een NGO werkt. Munyaneza gaat aan het Lycée Français Charles de Gaulle in de Engelse hoofdstad studeren.
Munyaneza krijgt de Britse nationaliteit en ontmoet tijdens haar studie Christine Sigwart, de oprichtster van de Jonas Foundation, een liefdadigheidsorganisatie die de diversiteit en vriendschap tussen kinderen met verschillende sociaal-economische achtergronden bevordert. Sigwart begeleidt kinderkoren en zo raakte Munyaneza geïnteresseerd in muziek. Ze gaat muziek en sociale wetenschappen studeren aan de Canterbury Christ Church University.
In 2004 is haar zang te horen op de soundtrack van de film Hotel Rwanda, die zich afspeelt ten tijde van de genocide op de Tutsi's. Ze gaat ook samenwerken met muziekgroep Afro Celt Sound System en zingt op hun album Anatomic (2005). In 2010 neemt ze een soloalbum op met Afro Celt Sound System-producer Martin Russell. Voor het The Sound of Gaya-project van componist James Brett.
In 2006 ontmoet ze choreograaf François Verret, met wie ze verschillende voorstellingen maakt. Sans retour, waarin ze zingt, gaat datzelfde jaar in première op het Theaterfestival van Avignon. Ice volgt in 2008. Voor Cabaret (2010) laat Verret zich inspireren door Kurt Weill.  Do you remember, no I don’t (2010) is hun laatste samenwerking.
Als danser is ze in 2010 te zien in Black'N'Blues van choreograaf Mark Tompkins. Deze voorstelling behandelt de minstrel show and blackface tradities uit de Verenigde Staten van de 19e Eeuw. In datzelfde jaar maakt ze ook Mu(s) – Krypt Blues met de Japanse choreograaf Ko Murobushi.
In 2011 verhuist ze met haar Franse echtgenoot naar Marseille. In datzelfde jaar richt ze daar haar eigen toneelgezelschap Compagnie Kadidi op.
Met choreografe Robyn Orlin maakt ze in 2011 de voorstelling ... have you hugged, kissed and respected your brown Venus today? over Saartje Baartman, een Zuid-Afrikaanse slavin die beroemd werd als een menselijke attractie in Europa onder de naam Hottentot-Venus. Baron Samedi, een voorstelling van choreograaf Alain Buffard, volgt in 2012. In 2013 werkt ze mee aan Polices!, een voorstelling van choreograaf Rachid Ouramdane in Rennes. Tijdens deze voorstelling zingt ze de namen van Algerijnen die omkwamen tijdens het bloedbad van Parijs in 1961. In 2013 neemt ze ook deel aan de show Struggle, van gitarist Seb Martel, waarbij ze Afro-folk mengen met dans en teksten van protestzanger Woody Guthrie.
Samedi Détente (2014) is haar eerste voorstelling rond de genocide op de Tutsi's. De titel haalt ze bij een radioprogramma waar ze als kind naar luisterde. "Het is een paradoxaal lichte titel", verklaart ze. De voorstelling gaat over de honderdduizenden Tutsi die gedood werden in 100 dagen en hoe zij dat als kind ervaarde. Deze voorstelling gaat in première in het Théâtre de Nîmes in Frankrijk. In 2015 wordt Samedi Détente vertoond tijdens het Bouge B festival in De Singel in Antwerpen en op het Julidans festival in het Melkweg Theater in Amsterdam. In 2016 wordt de voorstelling ook opgevoerd in Rwanda.
In juli 2017 presenteert ze haar tweede voorstelling, Unwanted, op het festival van Avignon. Deze voorstelling is opgedragen aan de kinderen geboren uit verkrachtingen tijdens de genocide op de Tutsi's in Rwanda en aan het trauma van de verkrachte vrouwen. Voor de creatie van dit stuk spreekt ze met ongeveer zestig vrouwen en hun kinderen. "Ze vertellen over extreem gewelddadige gebeurtenissen met zoveel zachtheid en kalmte. Dat contrast was zelf een onderwerp", verklaart ze. Bij de opvoering van het stuk wordt ze begeleid door de Amerikaanse zangeres Holland Andrews en Franse componist en muzikant Alain Mahé.
Ook in 2017 werkt ze mee aan het album Ascensions van Franse chansonnier babx, waarop ze een eerbetoon brengt aan Omaya Al-Jbara, een Soennitische verzetsstrijdster die in 2014 gedood werd door ISIS. Ze zingt het tweede deel van het drieluik Omaya. Saxofonist Archie Shepp doet ook mee op dit album.
Met de Marokkaans-Brusselse choreograaf Radouan Mriziga maakt ze ook verschillende voorstellingen. Voor zijn TAFUKT (2020) werkt ze mee aan de tekst, muziek en geluidsontwerp, samen met Hindi Zahra en Nisrine Mbarki. Voor AKAL (The Earth) bedenkt ze mee het concept en de choreografie. Libya volgt in 2023, waarvoor Mriziga zich inspireert op zijn Imazighenerfgoed.
In 2020 vertaalt Munyaneza het boek Hopelessly Devoted van spoken word performer en poëet Kae Tempest, dat onder de titel Inconditionnelles verschijnt bij uitgeverij L'Arche.
Voor haar voorstelling Mailles (2020) werkt ze met verschillende vrouwen met Afrikaanse roots die op verschillende continenten wonen. In een interview met Agathe Le Taillandier verklaart ze: "Via hun stemmen en hun lichamen wil ik materiaal creëren waarin deze levens met soms uitzonderlijke paden diep verweven zijn met onze wereld. ... Mailles vertelt over onze menselijkheid, in haar vermogen om het meest gruwelijke en het meest prachtige voort te brengen. ... Mailles gaat over veerkracht ondanks alles.” Deze voorstelling wordt oa. vertoond in de KVS in Brussel en De Singel in Antwerpen.
Voor Toi, moi, Tituba... (2023) baseert Munyaneza zich op een tekst van filosoof Elsa Dorlin en de roman Moi, Tituba, Sorcière... Noire de Salem uit 1986 van Maryse Condé. Dit boek, dat in de Engelse vertaling een voorwoord kreeg van activiste Angela Davis, geeft via het personage Tituba - als zwarte vrouw en zogenaamde heks - een stem aan wie door koloniale onderdrukking werd weggeveegd of vermoord. Geïnspireerd door dit verhaal probeert Munyaneza "haar eigen lichaam te gebruiken als een gedanst archief. Door daaruit te putten wil ze onderdrukte stemmen en lichamen weer hoorbaar, zichtbaar en voelbaar maken." Deze voorstelling gaat in augustus 2023 in première op het Tanz im August Festival in Berlijn.
Vandaag is ze artiste associé bij Chaillot Théâtre National de la Danse in Parijs, waar ze de voorstelling Umuko ontwikkelt samen met vijf jonge Rwandese artiesten. De umuko boom (Erythrina abyssinica), "met felrode bloemen die haar kindertijd verlichtten", is voor haar "de genezende boom, de voorouderlijke boom en de bewaker van verhalen". Met deze voorstelling wil ze dromen van het Rwanda van morgen en toch het verleden niet vergeten.
In 2022-2024 is ze ook artist in residence bij de Fondation Camargo in Cassis.

## Voorstellingen
- 2015 - Samedi Détente

- 2017 - Unwanted
- 2020 - Mailles
- 2023 - Toi, Moi, Tituba...
- 2024 - Umuko